# Sixten Jernberg
Pour les articles homonymes, voir Jernberg.
Edy Sixten Jernberg, né le 6 février 1929 à Lima, localité de la commune de Malung-Sälen et mort le 14 juillet 2012 à Mora, est un fondeur suédois, champion olympique.
Au cours de ses 10 ans de carrière. il gagne entre 1954 et 1964 quatre titres olympiques et quatre titres mondiaux. Il remporte aussi trois médailles d'argent et deux de bronze aux Jeux olympiques ainsi qu'une médaille de bronze aux Championnats du monde. Il reçoit la Médaille Holmenkollen en 1960.
De plus, il gagne à deux reprises (en 1955 et 1960) la Vasaloppet et à Holmenkollen en 1954.

## Biographie
De profession, il est forgeron et bucheron. Il est l'oncle de l'athlète Ingemar Jernberg.
Licencié au club de Lima, sa ville natale, Sixten Jernberg participe à sa première grande compétition internationale lors des mondiaux de 1954 à Falun. Il termine quatrième de la première course, un trente kilomètres, course remportée par le Soviétique Vladimir Kuzin devant les Finlandais Veikko Hakulinen et Martti Lautala. Septième du quinze kilomètres, course remportée par Veikko Hakulinen, il fait partie du relais quatre fois dix kilomètres où la Suède termine troisième, derrière l'Union soviétique, deuxième, et la Finlande où Veikko Hakulinen remporte sa deuxième médaille d'or et sa quatrième médaille en autant de courses.
Ce dernier figure parmi les favoris des épreuves de ski de fond des Jeux olympiques de 1956 à Cortina d'Ampezzo. Il remporte le trente kilomètres, qui figure pour la première fois au programme des Jeux, devant Jernberg, qui termine à 24 secondes, après avoir résultat le meilleur temps lors du premiers temps intermédiaire. Sixten Jernberg remporte sa deuxième médaille d'argent lors de la course suivante, le quinze kilomètres, course qui succède au dix-huit kilomètres du programme des Jeux. La course est remportée par le Norvégien Hallgeir Brenden, la troisième place étant remportée par le Soviétique Pavel Kolchin devant Veikko Hakulinen. Lors de la troisième course, le cinquante kilomètres, Jernberg est en tête dès le premier intermédiaire devant Hakulinen, puis accentue son avantage régulièrement pour l'enmporter avec 1 minute 18 d'avance sur le Finlandais. Les deux hommes s'opposent de nouveau, au sein de leur relais respectif, la Suède terminant troisième derrière l'Union soviétique victorieuse, et la Finlande. Avec quatre médailles, Sixten Jernberg est le sportif le plus médaillé.

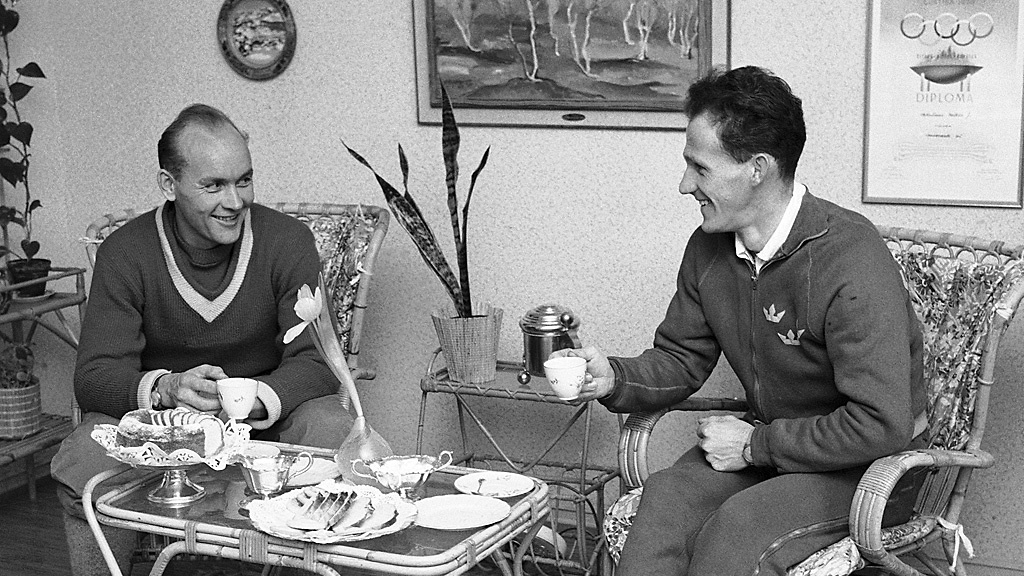
Sixten Jernberg, à droite, et son rival Finlandais Veikko Hakulinen.

Lors des mondiaux de 1958 à Lahti, Kalevi Hämäläinen et Sixten Jernberg sont présents sur le podium de la première course, le trente kilomètres, le Finlandais remportant l'or et le Suédois le bronze, l'argent étant remporté par Pavel Kolchin. Hämäläinen remporte également l'or du quinze kilomètres, devant Kolchin, le Soviétique Anatoly Shelyukhin et Jernberg. Le relais suédois, composé de Jernberg, Lennart Larsson, Sture Grahn et Per-Erik Larsson, remporte le titre mondial, devant l'Union soviétique et la Finlande. Lors de la dernière course, Jernberg remporte le titre mondial, devant trois Finlandais, Veikko Hakulinen, Arvo Viitanen, respectivement deuxième et troisième, et Arto Tiainen.
Le trente kilomètres est la première épreuve de ski de fond des Jeux olympiques de 1960. Sixten Jernberg, qui a l'avantage de partir dans les dernières position et donc d'être renseigné sur les temps de ses rivaux, est en tête durant toute la course. Il l'emporte devant son compatriote Rolf Rämgård et le Soviétique Nikolay Anikin. La deuxième course est un quinze kilomètres. Après le premier intermédiaire, Jernberg est deuxième derrière un compatriote, Janne Stefansson et devant Rolf Rämgård. Après le deuxième intermédiaire, Jernberg devance Håkon Brusveen et Veikko Hakulinen, tous les deux seulement distancé de deux secondes. Håkon Brusveen remporte finalement cette course devant le Suédois, devancé de trois secondes, et Hakulinen, relégué à huit secondes du vainqueur. Les fondeurs disputent ensuite le relais quatre fois dix kilomètres. La course se termine au sprint, Hakulinen apportant l'or à son équipe devant la Norvège. Le bronze est remporté par l'Union soviétique, devant la Suède où Jernberg assure le dernier relais termine quatrième. C'est la première fois en sept départs d'une épreuve olympique que ce dernier ne termine pas sur le podium. Malgré une avance de 23 secondes après le premier intermédiaire, il termine ensuite cinquième du cinquante kilomètres, où son Hämäläinen remporte l'or. Durant les deux éditions où ils sont opposés, Veikko Hakulinen et Sixten Jernberg présentent tous les deux le même bilan : deux médailles d'or, trois d'argent et une de bronze. Avec sa victoire lors de la Vasaloppet, sa deuxième après l'édition de 1955, Il devient le troisième fondeur, après les Suédois John Lindgren, Sven Utterström, à remporter un titre mondial et cette course. Deux autres Suédois réalisent ensuite ce doublé : Assar Rönnlund et Sven-Åke Lundbäck.
Pour sa troisième participation à des mondiaux, lors de l'édition 1962 à Zakopane, il remporte le relais quatre ois dix kilomètres avec la Suède, avec Lars Olsson, Sture Grahn et Assar Rönnlund. Il remporte le cinquante kilomètres, devant Assar Rönnlund et Kalevi Hämäläinen. Lors de la Vasaloppet, il est devancé par son compatriote Janne Stefansson, qui remporte là la première de ses sept victoires, Rönnlund terminant troisième.
À Innsbruck, lors de l'édition de 1964 des Jeux olympiques, Sixten Jernberg commence sa compétition par une cinquième place. Quelques jours plus tard, le Finlandais Eero Mäntyranta, déjà vainqueur du trente kilomètres, devance le Norvégien Harald Grønningen de plus de quarante secondes, et Jernberg de 48. La Suède, double championne du mode en titre du relais, et un déficit de 32 secondes sur l'Union soviétique avant le dernier relais, remporte le titre devant la Finlande. Sur le cinquante kilomètres, Sixten Jernberg est quatrième lors du premier intermédiaire, troisième lors du suivant et deuxième lors du troisième. Il prend la tête lors de la dernière partie de la course pour l'emporter devant son compatriote Assar Rönnlund et le Finlandais Arto Tiainen. Lors de l'édition de cette année 1964, il termine deuxième de la Vasaloppet, de nouveau derrière Stefansson. Il prend sa retraite sportive à l'issue de cette saison et finit avec un bilan de 131 victoires sur 363 (86 victoires sur 161 entre 1955 et 1960)

## Palmarès

### Jeux olympiques
Sixten Jernberg participe à trois éditions des Jeux olympiques, en 1956, 1960 et 1964. Il remporte neuf médailles en douze épreuves disputées, dont quatre titres, trois médailles d'argent et deux de bronze. Deux de ses médailles sont obtenues avec le relais quatre fois dix kilomètres, une d'or et une de bronze.
Ses neuf médailles olympiques constituent alors le record aux Jeux olympiques d'hiver, record ensuite dépassé par la fondeuse soviétique Raisa Smetanina en 1992 et en 1998 par le fondeur norvégien Bjørn Dæhlie.
| Épreuve / Édition      | 15 km                               | 30 km                              | 50 km                          | Relais 4 × 10 km                    |
| 1956 Cortina d'Ampezzo | Médaille d'argent, Jeux olympiques  | Médaille d'argent, Jeux olympiques | Médaille d'or, Jeux olympiques | Médaille de bronze, Jeux olympiques |
| 1960 Squaw Valley      | Médaille d'argent, Jeux olympiques  | Médaille d'or, Jeux olympiques     | 5e                             | 4e                                  |
| 1964 Innsbruck         | Médaille de bronze, Jeux olympiques | 5e                                 | Médaille d'or, Jeux olympiques | Médaille d'or, Jeux olympiques      |

Légende :
- : première place, médaille d'or
- : deuxième place, médaille d'argent
- : troisième place, médaille de bronze

### Championnats du monde
| Épreuve / Édition | 15 km | 30 km                              | 50 km                         | Relais 4 × 10 km                   |
| 1954 Falun        | 7e    | 4e                                 |                               | Médaille de bronze, Coupe du Monde |
| 1958 Lahti        | 4e    | Médaille de bronze, Coupe du Monde | Médaille d'or, Coupe du Monde | Médaille d'or, Coupe du Monde      |
| 1962 Zakopane     |       |                                    | Médaille d'or, Coupe du Monde | Médaille d'or, Coupe du Monde      |

Légende :
- : première place, médaille d'or
- : deuxième place, médaille d'argent
- : troisième place, médaille de bronze
- cellule vide : résultat inconnu

### Festival de ski de Holmenkollen
Il remporte le quinze kilomètres au Festival de ski de Holmenkollen en 1954.

## Distinctions
Il a reçu la Médaille Holmenkollen en 1960 et la Médaille d'or du Svenska Dagbladet en 1956. En 1965, il reçoit le  Trophée Mohammed Taher de la part du Comité international olympique.